# Lamptester

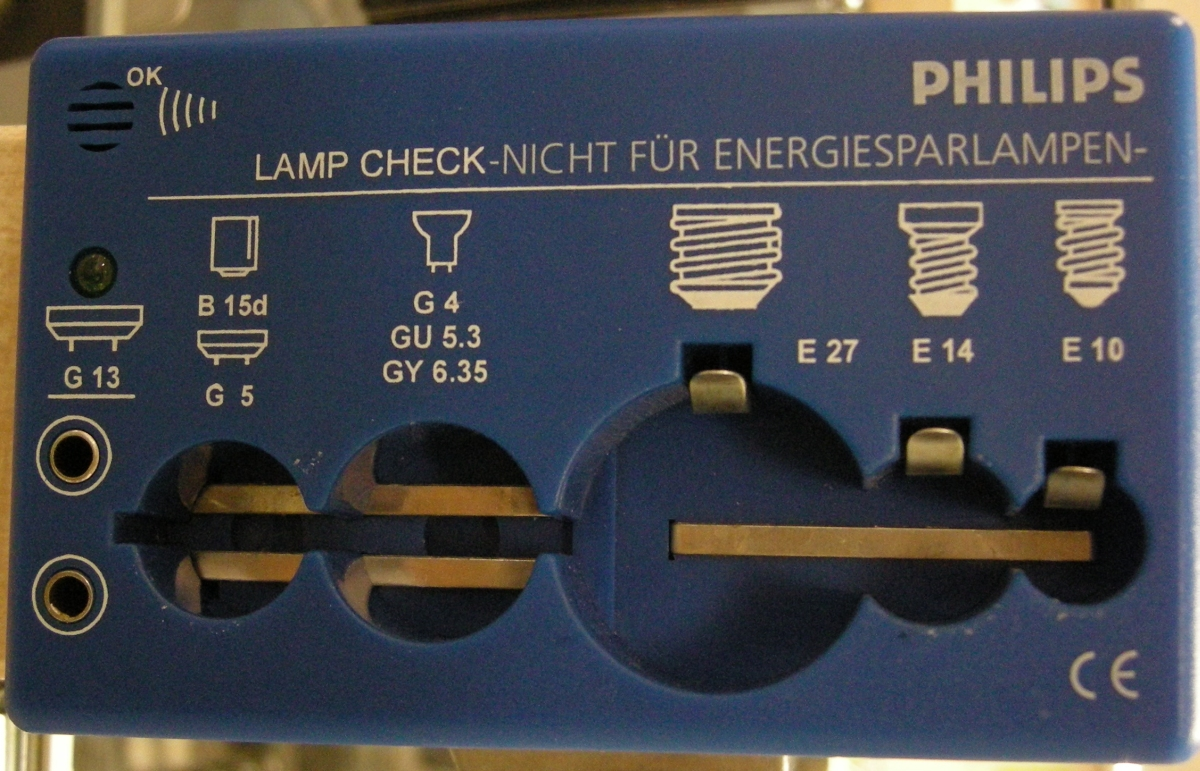
Een universele Philips-lamptester, ongeschikt voor spaarlampen

Een lamptester is een apparaat waarmee gloeilampen getest kunnen worden. Het wordt gebruikt in supermarkten en warenhuizen en in verlichtingwinkels. Vaak is een tester aan de wand of aan een schap bevestigd, bij de voorraad gloeilampen of bij de kassa. Zo kan de klant of de verkoper bij aankoop vaststellen of de lamp heel is. Winkels geven doorgaans geen garantie op gloeilampen vanwege de kwetsbaarheid.
De werking berust op het meten van de elektrische weerstand van de gloeidraad. Daartoe is er een batterij en een zoemer ingebouwd. Bij een nieuwe lamp is de gloeidraad heel en is de weerstand in koude toestand laag. De tester geeft een pieptoon als een dergelijke lamp tegen de betreffende contacten wordt gedrukt, omdat er een stroompje kan lopen. Als de gloeidraad gebroken is (het meest voorkomende euvel), is de weerstand oneindig hoog en zal het apparaatje stil blijven, alsof er geen lamp tegen de contacten wordt gedrukt. Door de lage spanning van de batterij is het aanraken van de testcontacten volstrekt ongevaarlijk.
Een universele lamptester heeft voor veelvoorkomende lampvormen pasopeningen en contacten. Minimaal dient er een pasopening voor de E27 ('grote fitting'), E14 ('kleine fitting'), E10 (fietslampje) en G5, GU5,3 en GY6,35 (diverse bi-pin-halogeenlampen) te zijn.
Spaarlampen kunnen met de hier beschreven veilige laagspanningstester niet getest worden. Ze hebben geen gloeidraad (zijn daardoor minder kwetsbaar) maar wel een elektronische schakeling die een veel hogere spanning nodig heeft om getest te kunnen worden. Wel bestaan er lamptesters voor zowel gloeilampen als spaarlampen waarbij de normale lichtnetspanning op de fitting staat.